# Aretz Iguiniz

a Compétitions nationales et continentales officielles uniquement.

Dernière mise à jour le 20 avril 2024.
Aretz Iguiniz, né le 3 juin 1983, est un joueur français de rugby à XV qui a évolué au poste de pilier à l'Aviron bayonnais de 2005 à 2020.

## Biographie

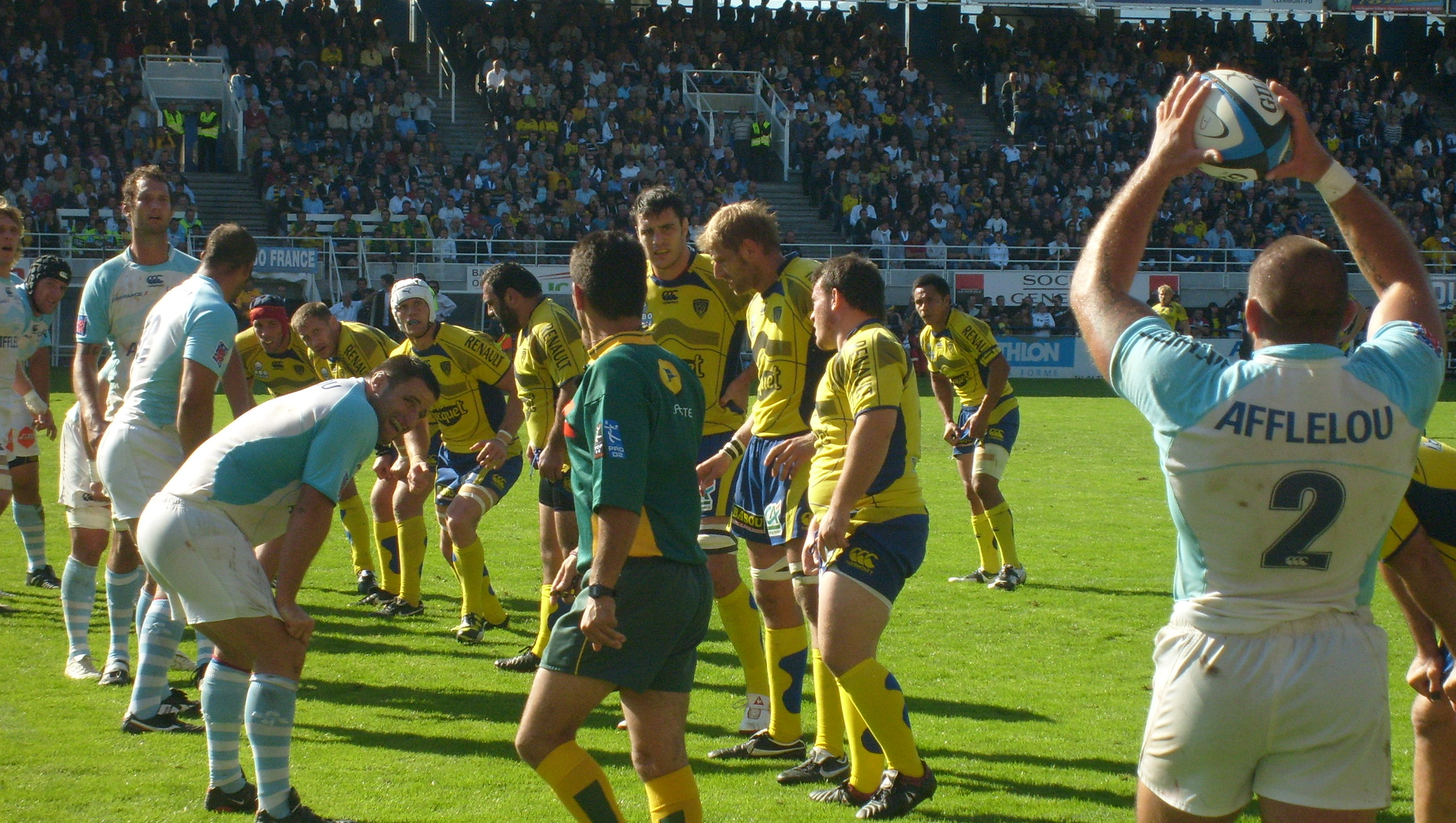
Aretz Iguiniz, au sein de l'alignement bayonnais, lors d'une confrontation Aviron bayonnais - ASM Clermont.

## Palmarès

### En club
- Champion de France de Pro D2 en 2019

### En sélections
- Équipe de France Universitaire :
  - 2006 : 3 sélections (Angleterre U 2 fois, Espagne)
  - 2005 : 2 sélections (Angleterre U 2 fois)

- Barbarians français :
  - 2009 : 1 sélection (Europe XV FIRA-AER)
  - 2012 : 1 sélection (Japon)
  - 2013 : 1 sélection (Samoa)